# Uganda International 2013
Die Uganda International 2013 im Badminton fanden vom 21. bis zum 24. Februar 2013 im Lugogo Indoor Stadium in Kampala statt. Beim Turnier wurden Punkte für die Badminton-Weltrangliste vergeben.

## Sieger und Platzierte
| Disziplin    | Gold                           | Silber                              | Bronze                     |
| ------------ | ------------------------------ | ----------------------------------- | -------------------------- |
| Herreneinzel | Dinuka Karunaratne             | Subhankar Dey                       | Daniel Messersi            |
| Herreneinzel | Dinuka Karunaratne             | Subhankar Dey                       | Giovanni Greco             |
| Dameneinzel  | Saili Rane                     | Hadia Hosny                         | Shamim Bangi               |
| Dameneinzel  | Saili Rane                     | Hadia Hosny                         | Shama Aboobakar            |
| Herrendoppel | Giovanni Greco Daniel Messersi | Mahmoud Elsayad Abdelrahman Kashkal | Ahmed Reda Ahmed Salah     |
| Herrendoppel | Giovanni Greco Daniel Messersi | Mahmoud Elsayad Abdelrahman Kashkal | Andrew Oryada Ian Senoga   |
| Damendoppel  | Shama Aboobakar Grace Gabriel  | Shamim Bangi Margaret Nankabirwa    | Menna Eltanany Doha Hany   |
| Damendoppel  | Shama Aboobakar Grace Gabriel  | Shamim Bangi Margaret Nankabirwa    | Nadine Ashraf Hadia Hosny  |
| Mixed        | Mahmoud Elsayad Nadine Ashraf  | Abdelrahman Kashkal Hadia Hosny     | Wilson Tukire Shamim Bangi |
| Mixed        | Mahmoud Elsayad Nadine Ashraf  | Abdelrahman Kashkal Hadia Hosny     | Ahmed Salah Doha Hany      |